# Doreen Valiente
Doreen Edith Dominy Vlachopoulos Valiente (ur. 4 stycznia 1922 w Mitcham w Południowym Londynie, zm. 1 września 1999 w Brighton) – angielska wiccanka, odpowiedzialna za napisanie znacznej części wczesnej liturgii religijnej w tradycji Wicca Gardneriańskiej. Pisarka i poetka, która opublikowała pięć książek poświęconych Wicca i pokrewnym tematom ezoterycznym. 
Urodzona w rodzinie z klasy średniej w Surrey, Valiente zaczęła praktykować magię jako nastolatka. Pracując jako tłumacz w Bletchley Park podczas II wojny światowej, wyszła za mąż dwukrotnie w tym okresie. Rozwijając swoje zainteresowanie okultyzmem po wojnie, zaczęła praktykować magię ceremonialną z przyjacielem, mieszkając w Bournemouth. Dowiedziawszy się o Wicca, w 1953 r. została wtajemniczona w tradycję gardneriańską przez jej założyciela, Geralda Gardnera. Wkrótce została Arcykapłanką kowenu Gardnera w Bricket Wood, pomogła mu stworzyć lub zaadaptować wiele ważnych świętych tekstów dla Wicca, takich jak Runa Wiedźm i Pouczenie Bogini, które zostały włączone do wczesnej gardneriańskiej Księgi Cieni. Po schizmie w 1957 r. Valiente i jej zwolennicy opuścili Gardnera i utworzyli własny tymczasowy kowen. Po zapoznaniu się z wiccańską tradycją Charlesa Cardella, w 1963 roku została inicjowana do kowenu Atho Raymonda Howarda. W następnym roku rozpoczęła współpracę z Robertem Cochrane’em w jego kowenie Klanie Tubal Kaina, który jednak później opuściła. 
Chętna do promowania i bronienia swojej religii, odegrała zasadniczą rolę w Witchcraft Research Association oraz Federacji Pogańskiej w latach 60. i 70. ubiegłego wieku. Podczas tej drugiej dekady na krótko zaangażowała się również w skrajnie prawicową politykę, a także stała się zagorzałym poszukiwaczem linii mocy i zwolenniczką Tajemnic Ziemi. Poza regularnym pisaniem artykułów na tematy ezoteryczne dla różnych czasopism, od lat sześćdziesiątych XX wieku była autorką wielu książek na temat Wicca. Przyczyniła się również do publikacji dzieł swoich wiccańskich przyjaciół Stewarta Farrara, Janet Farrar i Evana Johna Jonesa. W tych pracach stała się wczesnym propagatorem idei, że każdy może praktykować Wicca bez konieczności inicjacji przez uprzednio inicjowanego Wiccanina. Przyczyniała się również i zachęcała do podjęcia badań nad wczesną historią tej wiary. Przez te lata mieszkała w Brighton, była członkinią kowenu Silver Malkin i współpracowała z Ronem Cookiem, który był zarówno jej partnerem, jak i inicjowanym. W ostatnich latach przed śmiercią z powodu raka trzustki była patronką Centre for Pagan Studies z siedzibą w Sussex. 
Magiczne artefakty i dokumenty Valiente zostały przekazane w spadku jej ostatniemu Arcykapłanowi, Johnowi Belham-Payne'owi, który w 2011 roku przekazał je fundacji charytatywnej Doreen Valiente Foundation. Mając znaczący wpływ na historię Wicca jest powszechnie uznawana w społeczności Wiccan za „Matkę Współczesnego Czarownictwa”. Ponadto napisano od niej dwie biografie. 

## Życiorys

### Wczesne życie (1922–1952)
Urodzona jako Doreen Edith Dominy na przedmieściach Londynu, w dzielnicy Mitcham w hrabstwie Surrey jako córka chrześcijańskich rodziców pochodzących z klasy średniej. Jej ojciec, Harry Dominy, był inżynierem budownictwa lądowego oraz mieszkał wraz z jej matką Edith w okolicach Colliers Wood. Harry był metodystą, z kolei Edith kongregacjonalistką, jednak Doreen nie została ochrzczona, co było dość powszechne w tamtym okresie, z powodu kontflikt, w jaki weszła Edith z miejscowym wikariuszem. Valiente już jako dziecko, była przekonana, że posiada moc magiczną, wykazując zainteresowanie okultyzmem czy udając latanie na miotle. Doreen wspominając swoje dzieciństwo, twierdziła, iż nie posiadała więzi emocjonalnych z rodzicami, których określała jako konwencjonalnych i bardziej zajętych na dążeniu do awansu społecznego niż zajmowaniem się nią. Z czasem ona i jej rodzice przenieśli się do Horley, a następnie, według jej relacji, wpatrując się w Księżyc, doświadczyła swoje pierwsze doświadczenie religijne. Stamtąd jej rodzina przeniosła się do West Country, a następnie do New Forest.    
Pod koniec roku 1934 lub 1935 Doreen wraz z matką opuściła ojca, przenosząc się do krewnych ze strony matki Southampton. Doreen wspominała, że już w wieku 13 lat zaczęła praktykować magię, a następnie wykorzystując pukiel włosów, rzuciła pierwsze swoje zaklęcie uwalniające jej matkę od molestowania przez współpracownika, wierząc iż jej się udało. Spekuluje się, że jej wiedza na temat praktyk magicznych mogła pochodzić z lokalnej biblioteki. Wzrastające zainteresowanie okultyzmem wyraźnie zaniepokoiło jej rodzinę, która Doreen wysłała do szkoły klasztornej. Doreen gardząc jednak nauką w szkole, w zamian tego chciała bardziej uczestniczyć do szkoły artystycznej, ostatecznie porzucając naukę w wieku 15 lat i zostając ateistką. Zamiast upragnionej szkoły artystycznej znalazła zatrudnienie w fabryce, zaś po odejściu z niej znalazła pracę jako urzędniczka i stenotypistka w Zakładzie Pomocy Dla Bezrobotnych.h.   

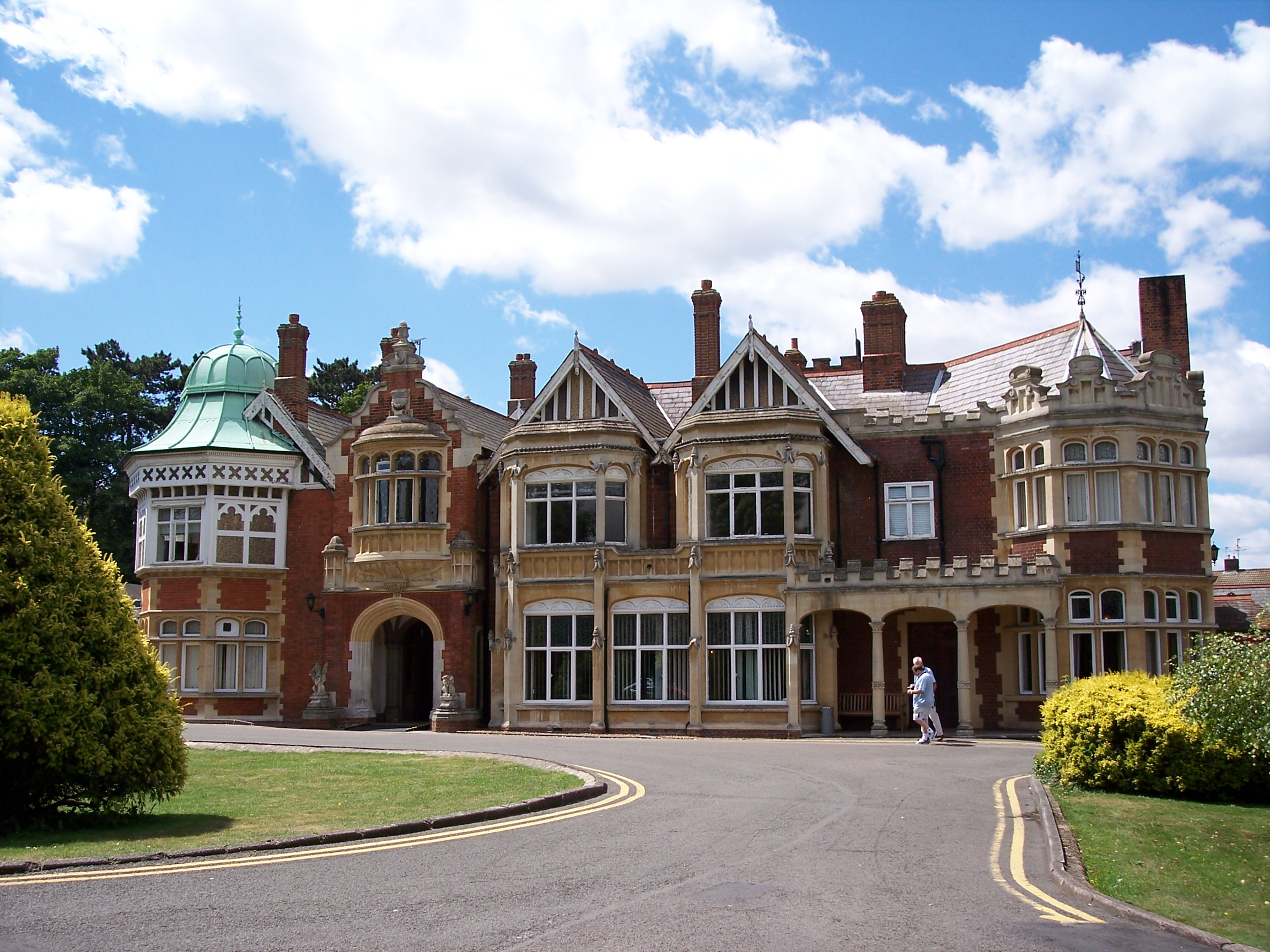
Podczas II wojny światowej Valiente pracowała w Bletchley Park

W trakcie II wojny światowej została tymczasowo starszą asystentką cywilną Ministerstwa Spraw Zagranicznych i tłumaczką w Bletchley Park. W późniejszym okresie wysłano ją do Południowej Walii w sprawach służbowych, gdzie poznała się z Joanisa Vlachopolousa, greckiego marynarza Marynarki Handlowej. 31 stycznia 1941 roku Doreen i Joanis weszli w związek małżeński. Ceremonia odbyła się na rejonie East Glamorgan. Mąż Doreen zaginął w niewyjaśnionych okolicznościach, a następnie został uznany za zmarłego, po zatopieniu jego statku, Pandiasa, przez u-boota w okolicach Afryki Zachodniej. Owdowiała, w latach 1942–1943 podjęła się kilku krótkoterminowych prac w Walii, które prawdopodobnie stanowiły przykrywkę dla pracy wywiadowczej.  
W październiku 1943 roku została przeniesiona do biura wywiadu przy Berkeley Street w Londynie, gdzie się zajmowała deszyfrowaniem wiadomości. Pracując w biurze wywiadu poznała imigranta Casimiro Valiente, byłego członka Armii Ludowej Republiki Hiszpańskiej, który dołączył do francuskiej Legii Cudziemskiej. Casimiro został ranny podczas bitwy o Narwik i uznany za inwalidę wojennego, a następnie został ewakuowany do Anglii. Doreen i Casimiro weszli w związek małżeński 22 maja 1944 roku. W późniejszym czasie para się przeniosła do Bournemouth, gdzie mieszkała matka Doreen. Valiente później wspominała rasizm względem siebie i swojego małżonka ponieważ byli mieszanym małżeństwem..  
Rozwijając swoje zainteresowanie okultyzmem, po wojnie zaczęła praktykować magię ceremonialną ze znajomym o pseudonimie „Zerki” w jego mieszkaniu. Casimiro nie podzielał tej pasji, nie sprzeciwiając się jej realizacji. Doreen zdobyła magiczne regalia oraz notatki niedawno zmarłego lekarza, członka Alpha et Omega, jednej z czterech organizacji powstałych po Hermetycznym Zakonie Złotego Brzasku. Równocześnie próbowała przy tym się nauczyć hebrajskiego, języka używanego w różnych ścieżkach magii ceremonialnej. Niedługo po tych wydarzeniach wybrała swoje magiczne imię brzmiące „Ameth”. Oprócz tego zaczytywała się z zapałem w pismach Aleistera Crowleya, studiując Thelemę, szczególnie po odkryciu przez nią książki Magija w teorii i praktyce autorstwa w.w. maga. Inne książki która miały wpływ na jej rozwój to Aradia, Ewangelia Czarownic autorstwa Lelanda czy prace Murray i Gravesa, które się przyczyniły do jej zainteresowania pojęciem hipotetycznego kultu czarownic. Poza tym Valiente miała praktyczne doświadczenie z ezoterycznymi ścieżkami powiązanymi z teozofią i spiritualizmem, których spotkania się odbywały w lokalnym kościele z Charminster.   

### Spotkanie z Geraldem Gardnerem i kowen Bricket Wood (1952–1957)
Zainteresowanie kultem czarownic coraz bardziej wzrastało, w wyniku czego Doreen obrała za cel poszukiwanie osób, które mogłyby być rodzimymi czarownikami albo ich potomkami. Chociaż wątpiła, żeby taki kult dał radę przetrwać próbę czasu,  odmówiła zaprzestania poszukiwań. Jesienią 1952 roku przeczytała w magazynie Illustrated artykuł reportera Allena Andrewsa zatytułowany „Czarostwo w Brytanii”. Artykuł dotyczył, w znacznej mierze, otwarcia Folklorystycznego Centrum Przesądów i Czarostwa w Castletown na wyspie Man prowadzonego przez Cecila Williamsona oraz czarownika-rezydenta Geralda Gardnera. Tam pierwszy raz poznała się też z religią Wicca. 

„Wydawało się, że od razu się polubiliśmy. Zdawałam sobie sprawę, że ten człowiek [Gardner] nie był marnującym czasu pretendentem do wiedzy tajemnej. Był kimś innym niż ludzie, których spotykałam wcześniej na spotkaniach ezoterycznych. Widział dalekie horyzonty i napotykał dziwne rzeczy, a jednak było w nim poczucie humoru i młodzieńczy wigor, pomimo jego siwiejących włosów."

Valiente zaintrygowana artykułem napisała do Williamsona w 1952 roku, a ten dał jej kontakt z Gardnerem. Doreen oraz Gerald wymieniali ze sobą korespondencję listowną, a następnie Gardner zasugerował, aby spotkała się z nim w domu jego przyjaciółki, wtajemniczonej w wicca Edith Woodford-Grimes (noszącą imię magiczne "Dafo"), zamieszkałą podówczas niedaleko Bournemouth, w rejonie Christchurch. W trakcie spotkania z Gardnerem podarował on jej egzemplarz swojej powieści, wydanej w 1949 Z pomocą wysokiej magii, opisującą fabularyzowaną relację o wiccańskich wtajemniczonych żyjących w średniowieczu; rzekomo zrobił to, aby poznać jej opinię na temat rytualnej nagości i biczowania, które były obecne w gardneriańskiej tradycji wicca. 

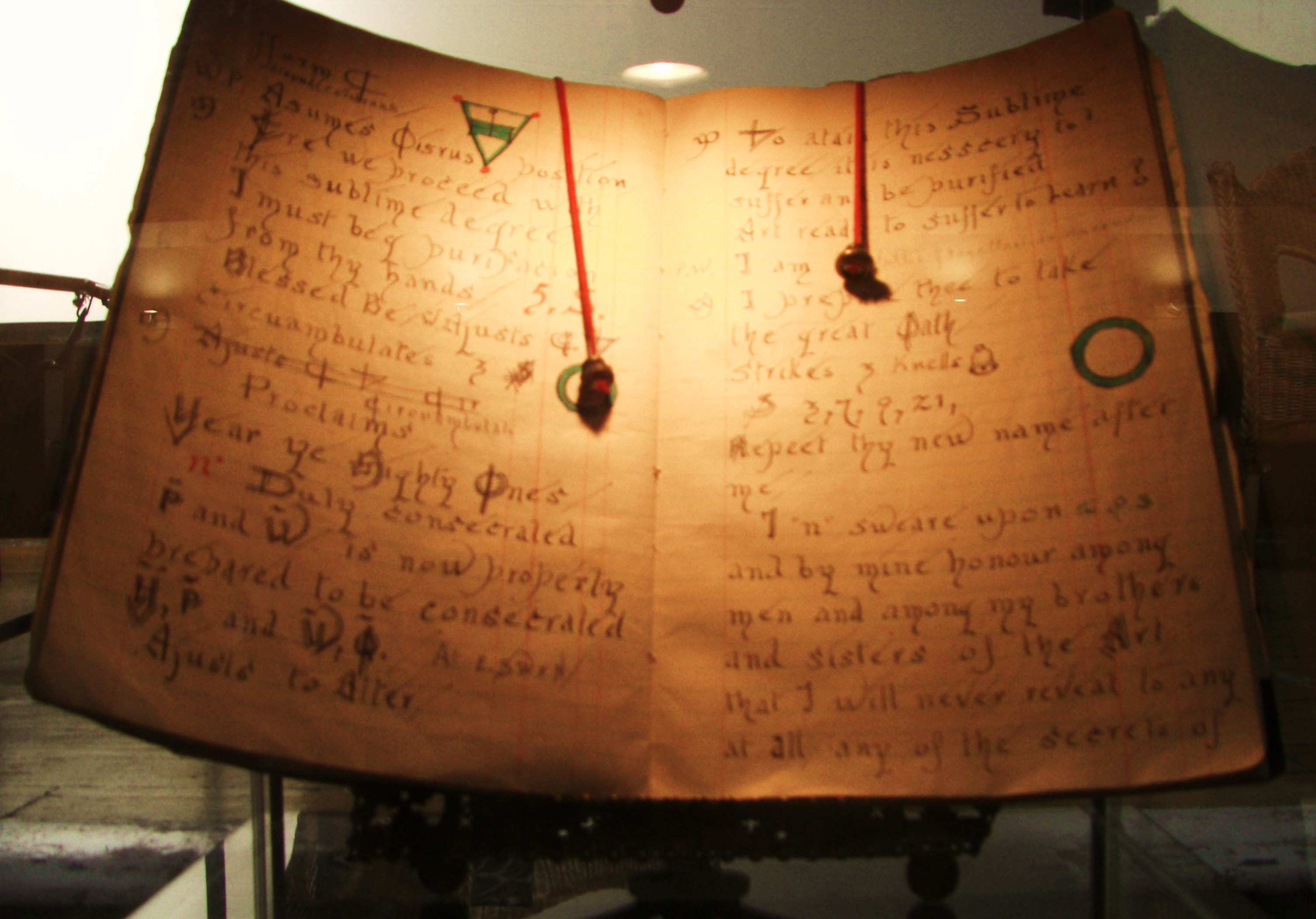
Jedna z Księg Cieni należących do Geralda Gardnera, pozostawiona w testamencie Doreen Valiente

Gardner zaprosił Valiente do domu Woodford-Grimes w czasie przesilenia letniego 1953 roku, a później dokonał jej inicjacji w misteria tradycji gardneriańskiej podczas rytuału, w trakcie którego stali przed ołtarzem i czytał on ze swojej księgi cieni. Niedługo później w trójkę (Gardner, Valiente i Woodford-Grimes) wybrali się prehistorycznego pomnika w Stonehenge w Wilhshire, gdzie wspólnie byli świadkami rytuału odprawianego przez druidów. Gardner pożyczył swój miecz druidom, którzy podczas rytuału umieścili go na Kamieniu Obcasowym. Doreen opowiadała o swojej wizycie w Stonehenge, ale nigdy o swojej inicjacji zarówno swojej matce jak i mężowi, gdyż obawiała się, że mogliby nie zrozumieć, tudzież nie zaakceptować jej wyborów. 
Później w tym samym roku Gardner zaprosił Valiente do swojego mieszkania w Shepherd’s Bush, w celu spotkania się ze składającym się podówczas z od ośmiu do dziesięciu członków jego kowenu Bricket Wood, którzy to członkowie się spotykali w St. Albans na północ od Londynu. Wkrótce Doreen została inicjowana jako arcykapłanka kowenu. Historyk Ronald Hutton skomentował inicjację Doreen mówiąc iż utworzyła „drugie wielkie twórcze partnerstwo w życiu [Gardnera], zaraz po tym z Woodford-Grimes”. Wtedy Valiente przepuszczalnie jako pierwsza osoba spostrzegła, że znaczna część materiału w Księgi Cieni Gardnera nie została zaczerpnięta z starożytnych źródeł jak deklarował, ale między innymi z dzieł Crowleya. Zgłaszając Gardnerowi swoje uwagi, ten stwierdził iż tekst który użyczył mu kowen New Forest, był mocno zdekompletowany, przez co musiał uzupełniać oraz wypełniać wszelkie luki, które były w oryginalnym tekście posiłkując się różnymi źródłami. Doreen w wyniku tej dyskusji za pozwoleniem Gardnera przepisała większość z Księgi Cieni, usuwając te fragmenty, które uznała za inspirowane Crowleyem, w obawie iż jego kontrowersyjna postać, jak też niesławna reputacja, mogłyby zbrukać Wicca w oczach innych. W roku 1953 napisała poemat „Królowa Księżyca, Królowa Gwiazd”, inwokację ,wykorzystywaną w czasie rytuału z okazji przesilenia zimowego, zainspirowaną pięśnią z Hebrydów znalezioną w Carmina Gadelica. W trakcie pracy z Gardnerem Valiente napisała także "Runę Wiedźm". Przepisała większość Pouczenia Bogini, przy czym Hutton ocenia to za „jeden z większych wkładów jaki ktokolwiek samotnie wykonał w rozwój Wicca”, ponieważ jej wersja Pouczenia stała się „głównym wyrazem duchowości wiccańskiej”. Pouczenie Bogini mocno inspirowało wielu twórców i praktykujących czarostwo w późniejszych latach. Oba teksty wkrótce też zostały dodane jako część pierwszej Księgi Cieni.

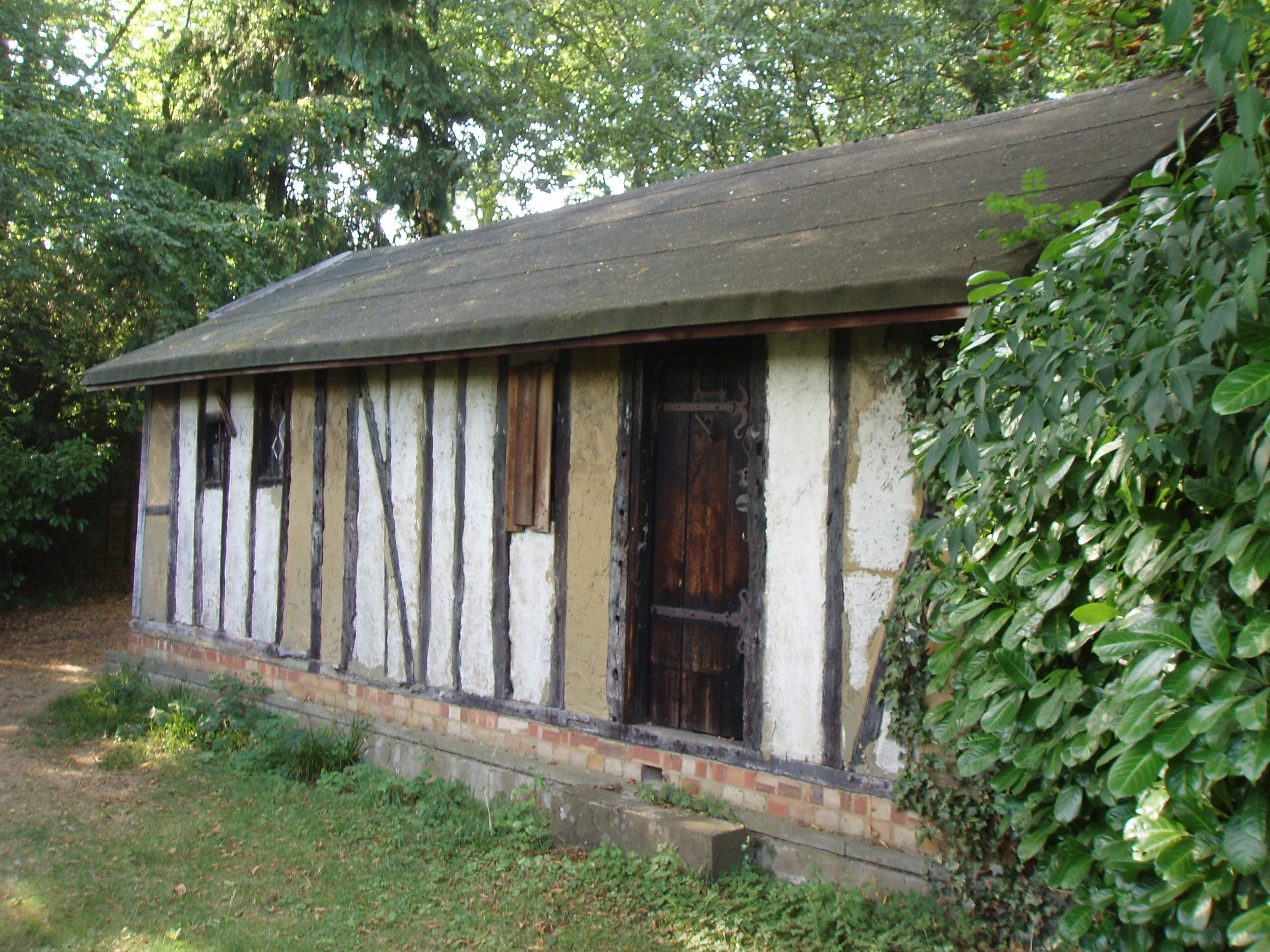
„Chata czarownic”, przestrzeń rytualna używana przez kowen Valiente, tak jak wyglądała w 2006 roku

Gardner spędzał wakacje w Muzeum Czarostwa i Magii na wyspie Man, przez co często polegał na Valiente, która zajmowała się swoimi sprawami w południowej Anglii. Posłał ją na spotkanie z Austinem Osmanem Spare, gdy potrzebował kilku talizmanów wykonanych przezeń. Spare wspominając o Doreen w liście do Kennetha Granta, opisał ją jako „krótkowzroczną badylastą nimfę, nieszkodliwą i nieco irytującą”. Za namową Gardnera spotkała się także z okultystą Geraldem Yorkiem, który był wyraźnie zainteresowany Wicca; Gerald mocno nalegał na tym by oszukała Yorke'a, że Gardner pochodzi z rodziny praktykujących Wicca od wielu pokoleń. Pomogła mu współtworzyć też jego drugą powieść, The Meaning of Witchcraft, będącą kontynuacją i rozwinięciem jego poprzedniej książki Współczesne czarownictwo, skupiając się choćby na fragmentach, które powodowały sensacyjne oskarżenia od prasy brukowej.  
Jednakże rosnące pragnienie Gardnera o rozgłosie, w większości negatywnego, spowodowało kontflikt między nim a Valiente i kilkoma innymi członkami jego sabatu, takimi jak Ned Grove czy Derek Boothby. Doreen się mocno obawiała, iż wielokrotne próby komunikacji z mediami narażało członków kowenów na niebezpieczeństwa. Nie była także pozytywnie nastawiona do dwójki młodych członków, których Gardner przyprowadził, jakimi byli Jack L. Bracelin oraz jego dziewczyna „Dayonis”, stwierdzając, że „ciężko było znaleźć bardziej wykwalikowaną parę geszeftciarzy”. W sabacie wówczas wyłoniły się dwie frakcje; Doreen przewodziła grupie, która sprzeciwiała reklamowaniu Wicca oraz Gerald przewodzący grupie będąca zwolennikami rozgłosu. W 1957 roku Valiente wraz z Grove'em sporządzili „proponane zasady rzemiosła”, które miały ograniczyć ambicje Gardnera na szerszą publikację Wicca. Ze swojego domu na wyspie Man Gardner odpowiedział, że nie jest to konieczne ponieważ już istnieją zasady i opublikował pierwszą wersję Praw Wiccańskich, które mocno ograniczały rolę arcykapłanki. Doreen była oburzona gdy zdała sobie sprawę, że Gardner po prostu prędko wymyślił nowe zasady w odpowiedzi na jej własne propozycje. Latem roku 1957 doszło do pierwszego rozłamu sabatu i tym samym wieloletniej przyjaźni Doreen z Gardnerem. Valiente wspomina, że ona oraz jej zwolennicy „coraz bardziej mieliśmy dość Ewangelii św. Geralda, ale wciąż w duchu wierzyliśmy, że gdzieś istnieje autentyczne czarostwo tradycyjne”. Badacz Ethan Doyle White skomentował to iż „Wicca wtedy doświadczyła pierwszej wielkiej schizmy”.

### Robert Cochrane, Klan Tubal Kaina iWhere Witchcraft Lives(1957–1969)
Wraz z pożegnaniem się z kowenem Bricket Wood, jak również Gardnera wraz z Grove'em założyła własny kowen, gdzie Grove pełnił rolę arcykapłana, nadal podążając tradycją Wicca Gardneriańskiej, ale bez Praw Wiccańskich, które uznała za najnowszy wymysł Gardnera. Niestety też i ten kowen nie przetrwał próby czasu z powodu kłótni pomiędzy jego założycielami. Jednak wciąż to nie zgasło nadziei u Doreen, że uda się jej odnaleźć gdzieś wielowiekową tradycję, która potwierdzi istnienie kultu czarownic. W 1956 roku Valiente przeprowadziła się wraz z matką i mężem do mieszkania w suterenie Lewes Crescent w Kemptown, w mieście Brighton, chociaż w roku 1968 przenieśli się do bliżej centrum miasta. Zaprzyjaźniła się z innym mieszkańcem Kemptown, będącym dziennikarzem, Leslie Roberts, który też podzielał jej zainteresowanie zjawiskami paranormalnymi. Zwrócił on szczególną uwagę w lokalnej prasie stwierdzeniami, że w mieście działają także osoby praktykujące czarną magię. Valiente była dość bliską przyjaciółką Robertsa, aż do czasu jego śmierci w roku 1966. Postanowiła także skontaktować się z Gardnerem, co prawda naprawiając znajomość, ale nigdy nie wracając do poziomu relacji przed schizmą. Gardner umierajac w 1964 przekazał jej w testamencie ponad 200 funtów. Na początku lat 60 ponadto nawiązała relację z dwoma inicjowanymi w Wicca, Patricią Crowther i Arnoldem Crowther, by się z nimi spotykać. Małżeństwo Patricii oraz Arnolda ostatnio odwiedzało Brighton w 1965 roku.

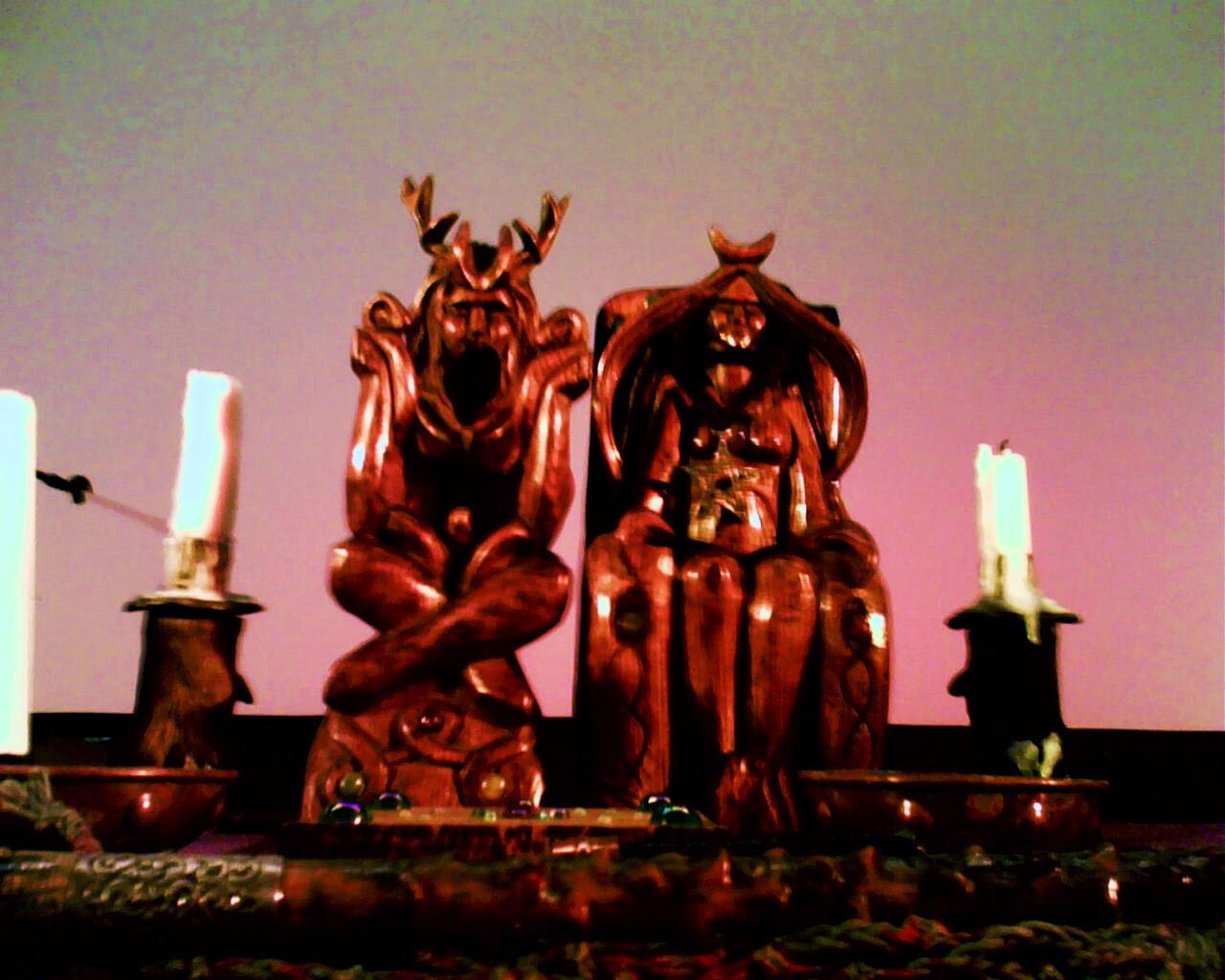
Statuetki ołtarzowe Rogatego Boga i Bogini Matki wykonane przez Bel Bucca i należące do Valiente.

W sierpniu 1962 roku po śmierci matki Valiente mogła już śmielej mówić otwarcie o tym, że jest wiccanką. Chętna, by szerzyć informacje o Wicca w całej Wielkiej Brytanii, zaczęła sama z siebie wchodzić interakcje z prasą. W 1962 roku wysłała list do pisma spiritualistycznego Psychic News, a w roku 1964 przeprowadzała wywiad na temat jej zaangażowania w Wicca lokalnej gazecie, The Argus. W latach 60. zaczęła regularnie tworzyć artykuły na temat Wicca i innych okołoezoterycznych tematów dla takich pism jak Light, Fate czy też Prediction. W tym samych celach zaczęła również występować w telewizji i radiu. Zaangażowała się również w nowoutworzone Witchcraft Research Association(WRA), stając się jego drugą prezeską po rezygnacji Sybil Leek. List powitalny Valiente został zawarty w ramach pierwszego numeru biuletynu WRA, Pentagram, opublikowanym w 1964 roku. Wygłosiła również przemówienie w październiku w trakcie Halloween współorganizowanego przez WRA. To właśnie podczas przemówienia Valiente obwieściła Wiccańską Poradę; było to jej pierwsze publiczne wystąpienie w rozpoznawalnej formie, z kolei Doyle White stwierdził, że to sama Valiente stworzyła oraz nadała formę Poradzie.   
Doreen także zaczęła odwiedzać lokalne biblioteki, a także archiwa w celu zbadania historii czarownic i czarostwa w Sussex. Na podstawie jej badań napisała swoją pierwszą książkę, Where Witchcraft Lives, wydaną jeszcze w roku 1962. Podobnie jak Gardner w swojej książce Współczesne Czarownictwo, nie przedstawiała się tam jako praktykująca wiccanka, a jedynie jako badaczka. Zawierała ona także jej własne badania nad historią jak i folklorem hrabstwa Sussex, które zabrała z badań archiwalnych oraz opublikowanych prac historyka C. L'Estrange Ewena. Zinterpretowała te dowody w świetle już zdyskredytowanych teorii Margaret Murray, twierdząc, że przedchrześcijański kult przetrwał do chwili obecnej, naradzając na nowo jako Wicca. W 1966 roku Valiente opracowała rękopis książki zatytułowanej I am a Witch, będacą zbiorem wierszy z biograficznym wstępem; jednakże nigdy nie został opublikowany za jej życia, ponieważ wydawcy nie wierzyli, że będzie to opłacalne komercyjnie.   
Valiente dowiedziała się o praktykującym czarowniku Charlesie Cardellu, który praktykował zupełnie inną tradycję czarostwa, który wzywał wszystkie, prawdziwe, praktykujące czarownice prosząc o kontakt. Cardell nazywał swoją ścieżkę Wiccą, choć prezentowała ze sobą zupełnie coś innego od tego co prezentowali ze sobą Gardner czy inne osoby przez niego inicjowane. Charles utrzymywał że jego tradycja sięga czasów Atlantydy i że jego matka, pozostawiła mu athame, a jego siostrze bransoletę. Valiente dodatkowo odkryła, że jego pisma czerpią z dzieł chociażby Dion Fortune, Gardnera i jak Lelanda. Zraziła się do niego szczególnie po tym jak starał się ją przekonać, że trójnóg z brązu pochodzi z ruin z Pompejów (gdy autentycznie pochodził on z XIX wieku), a brązowa figurka Thora przedstawiała celtyckiego rogatego boga. Poznała także Raymonda Howarda, który był byłym uczniem Cardella, który nauczał ją tradycji zwaną Sabatem Atho. Inicjowana na najniższym stopniu kursu "Sarsen" mogła przypisywać otrzymane nauki do osobistych notatek, gdyż rozpoznawała bezproblomowo źródła z których oboje czerpali.   
W roku 1964 poznała Roberta Cochrane'a, z którym zapoznała się dzięki magowi ceremonialnemu Williama G. Graya, który był ich wspólnym znajomym. Doreen poznała się z Grayem podczas zabraniu na Wzgórzu Glastonbury zorganizowanego przez Brastwo Esseńczyków. Cochrane był ambitnym, choć niezwykle butnym, a przy tym gwałtownym czarownikiem, który utrzymywał że jest dziedzicem rodziny, która praktykowała znacznie starszą tradycja niż Wicca, otwarcie nazywając Gardnera oszustem. Chociaż wątpiła w prawdziwość jego słów, Cochrane zdawał się być dość charyzmatyczny, gdyż w odróżnieniu od innych unikał rozgłosu, otwarcie gadząc poczynaniami "Gardnerian" (wówczas było to określenie pogardliwe, które Cochrane używał w stosunku do osób inicjowanych w gardneriańskiej tradycji lub powiązane z nią), a ponadto bardziej naciskał na prace na świeżym powietrzu niż w zamkniętych pomieszczeniach. Valiente została zaproszona do dołączenia do kowenu Cochrane'a, Klanu Tubal-Kaina, stając się tak jego szóstym członkiem. Była to tradycja skupiona wokół czci Bogini, Rogatego Boga i tzw. Rogatego Dziecka, swobodnie czerpiąc z elementów chrześcijańskich jak i gnostyckich (chociażby Księgi Enocha czy lucyferianizmu), jednak w odróżnieniu od pierwotnej Wicca znacznie bardziej rozboduwując postać Rogatego Boga. Jednak prędko się rozczarowała współpracą z nim, bowiem otwarcie dopuszczał się zdrady małżeńskiej, używał psychodelików pd przykrywką działań magicznych, a poza tym nieustannie obrażał Gardnera oraz wszystkich, którzy byli powiązani z Wicca. Zaczęła traktować go mocno pobłażliwie jak usłyszała, że zabytkowy talerz, jakiego zakupiła dla niego jako podarunek, przedstawił jako wielowiekowy artefakt mający udowodnić, że jego tradycja jest znacznie starsza od Wicca. Na domiar złego, gdy tylko Cochcrane zaczął wzywać do "Nocy Długich Noży na Gardnerianach", w którym momencie Valiente otwarcie otwarcie go skrytykowała, a następnie opuściła jego kowen. Według jej własnych słów "Wstałam, następnie rzuciłam mu wyzwanie w obecności reszty kowenu. Powiedziała mu, że mam dość słuchania tych wszystkich bezsensownych złośliwości i że jeśli "Noc Długich Noży" była tym była tym, czego pragnęła jego żałosna, mała dusza, to może sobie to urządzać oraz robić, ale niech robi to sam, bo ja mam znacznie lepsze rzeczy do roboty". Wkrótce potem Cochrane, przepuszczalnie, popełnił rytualne samobójstwo w przesilenie letnie 1966 roku, była także autorką wiersza "Elegia dla zmarłego czarownika" ku jego pamięci. Pozostała jednak w kontakcie z wdową po nim i innymi członkami Klanu Tubal-Kaina, a także z Grayem, czy nawet od czasu do czasu współpracowała z The Regency, grupą założoną przez niektóre osoby będące byłymi członkami kowenu Cochrane'a.   

### Federacja Pogańska, National Front i dalsza działalność (1970–1984)
Mieszkając dalej w Brighton, Valiente podjęła pracę w oddziale Boots. W 1971 roku pojawiła się w filmie dokumentalnym BBC Power of the Witch, poświęcony między innymi Wicca, w którym wystąpił także inny wpływowy wiccanin, Alex Sanders. W tym samym roku była także zaangażowana w założenie Federacji Pogańskiej, grupy nacisku, która prowadziła kampanię na rzecz praw religijnych Wiccan i innych neopogan. W lstopadzie roku 1970 w czasie pełni księżyca opracowała rytuał inauguracji dla loklanych oddziałów Federacji, a pierwszego maja 1971 roku przewodniczyła jego pierwszemu ogólnokrajowemu spotkaniu, które odbyło się w Chiswick w Londynie. Wtedy opracowała też trzy zasady, które stały się kluczowe dla niemałej części społeczności pogańskiej należącej do Federacji Pogańskiej: przestrzeganie Wiccańskiej Porady, wiara w reinkarnację jak i silne poczucie przywiązania do świata natury.

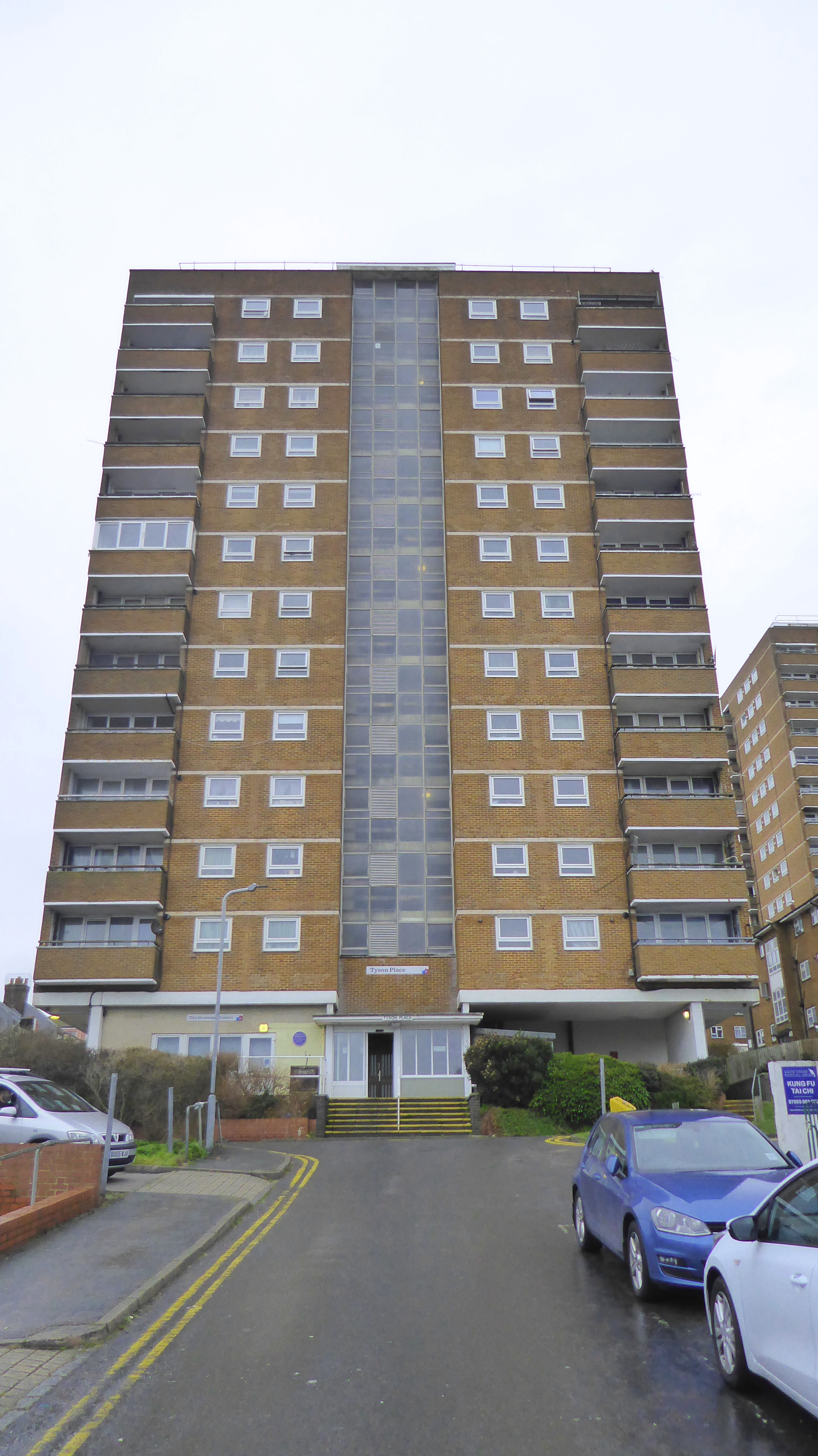
Tyson Place, gdzie Doreen Valiente zamieszkiwała po śmierci męża w 1972. Na elewacji znajduje się tablica pamiątkowa.

W kwietniu 1972 roku zmarł jej mąż Casimiro. Niedawno owdowiała, musiała się przeprowadzić, gdyż rada miejska zdecydowałą, że jej dom nie nadaje się do zamieszkania przez ludzi; została za to przeniesiona do mieszkania komunalnego w wieżowcu Tyson Place. Jej mieszkanie przez zwiedzających było często opisywane jako ciasne, zepełnione tysiącami książek. Tam poznała także Ronalda Cooke'a, członka komitetu mieszkańców bloku; nazwiązali relację, a ona go wprowadziła w Wicca, gdzie był partnerem w jej pracy. Razem regularnie zwiedzali okolice Sussex, spędzali wakacyjny czas w Glastonbury, rozważając tam ewentualną przeprowadzkę. Dołączyła także do kowenu działającego w okolicy, Silver Malin, po jego założeniu przez wiccańską arcykapłankę, Sally Griffyn.

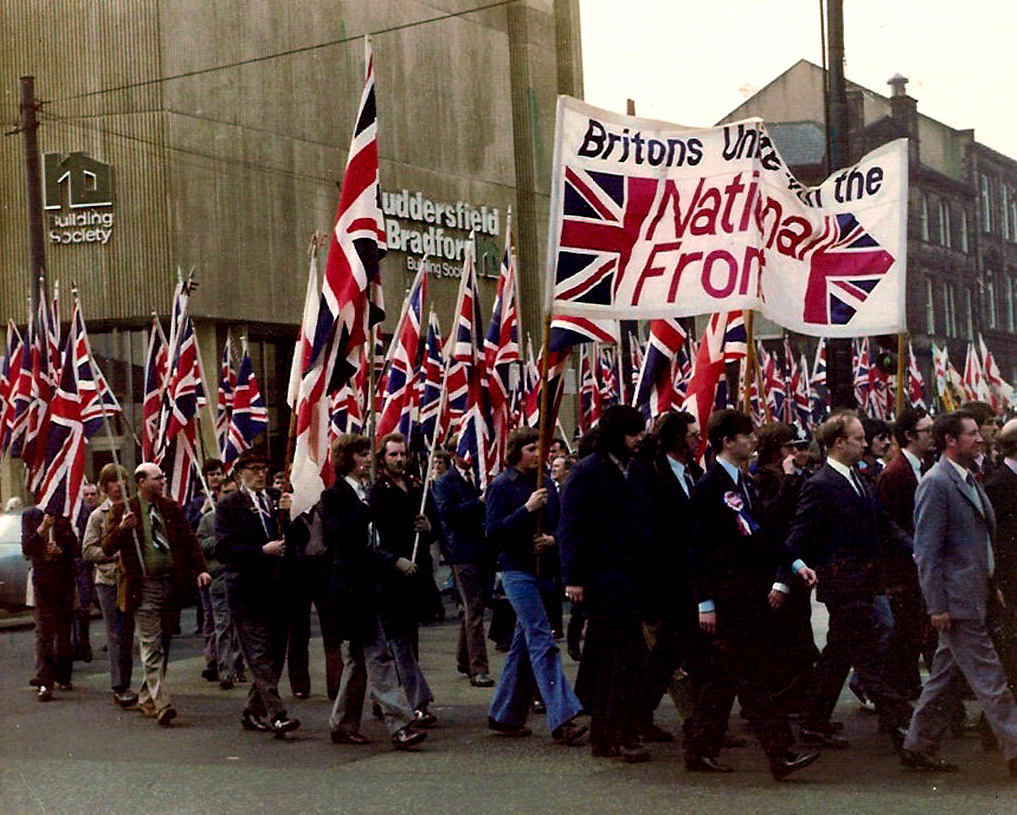
Valiente zaangażowała się w działalność regionalnego oddziału National Front (na zdjęciu demonstracja National Front).

We wczesnych latach siedemdziesiątych Valiente na jakiś czas została członkinią skrajnie prawicowej, nacjonalistycznej partii politycznej, National Front, na czas około osiemnastu miesięcy, podczas których nawet zaprojektowała sztandar dla lokalnego oddziału. Biograf Doreen Valiente, Philip Heselton, podejrzewa, że nacjonalistyczne poglądy partii mogły przemawiać do jej silnie patriotycznych wartości i że mogła nadzieję, że National Front, będzie politycznym odpowiednikiem ruchu pogańskiego. W tym samym czasie została także członkinią także członkinią innego, skrajnie prawicowej, neonazistowskiej grupy Northern League. Pozwoliła jednak na wygaśnięcie jej członkostwa we National Front, wysyłając list do swojego lokalnego oddziału, w którym stwierdzała, że chociaż szanuje jego przywódcę, Johna Tyndalla i poczuła sympatię w grupie, krytycznie się odniosła do sprzeciwu partii wobec ruchu wyzwolenia kobiet, praw osób LGBT oraz edukacji seksualnej, które wychwalała jako postępowe idee. Heselton także podejrzewał, że Doreen mogła dołączyć do tych grup w celu zbadania ich przed złożeniem raportu brytyjskim agencjom wywiadowczym.
Również w latach 70 udało się jej przeczytać The View Over Atlantis, książkę Johna Michella, która wywarła na nią olbrzymi wpływ, przyjmując pogląd Michella, że w brytyjskim krajobrazie istnieją linie mocy, które kierują.energię ziemi. Zainspirowana, zaczęła wkrótce szukać linii mocy w okolicach Brighton. Zainspirowana, zaczęła wkrótce sama poszukiwać linii mocy w okolicach Brighton. Doreen zaczęła wkrótce postrzegać pojawienie się Wicca jako jeden z znaków zwiastujących Erę Wodnika, argumentując, że Wiccanie powinni się sprzymierzyć z ruchami feministycznymi i ekologicznymi w celu ustanowienia lepszej przyszłości dla planety.
W roku 1973 wydawnictwo Robert Hale wydało jej drugą książkę, zaatytułowaną An ABC of Witchcraft ,w której przedstawiła encyklopedyczny przegląd różnych tematów powiązanych z Wicca i ezoteryką. W 1975 roku Robert Hale opublikował drugą książkę Natural Magic, dyskusję na temat tego co uważała za magiczne zastosowania i skojarzenia związane z kamieniami, roślinami, warunkami pogodowymi, czy też wieloma innymi elementami świata przyrody. Z kolei wydana w 1978 roku, Przyszłość czarostwa, zawierała między innymi opinię Valiente o tym, że Wicca jest idealna dla wschodzącej Ery Wodnika, a także przyjmuje ona hipotezę Gai Lovelocka. Wyjaśniała także czytelnikowi jak wtajemniczyć się w Wicca czy jak założyć swój własny kowen.
W 1978 roku poznała się z Wiccanami z linii aleksandryjskiej,Stewartem Farraremi Janet Farrar, mieszkających tymczasowo w Irlandii. Wraz z Farrarami, zgodziła się opublikować oryginalną zawartość gardneriańskiej Księgi Cieni aby walczyć z zniekształconymi wersjami wydanymi między innymi przez Cardella i Lady Shebę. Oryginalne teksty gardneriańskiej Księgi Cieni znalazły się w dwóch książkach Farrarów, Eight Sabbats for Witches i The Witches' Way , obie opublikowane w 1984 roku za rekomendacją Valiente. Jako dodatek do The Witches' Way opublikowała także wyniki swoich śledztw w sprawie „Starej Doroty”, kobiety, o której Gardner twierdził, że była związana z sabatem New Forest. W kręgach akademickich zaczęło panować przekonanie, że Gardner wymyślił „Starą Dorotę”, próbując ukryć fakt, że sam wynalazł Wicca. Valiente próbując temu zaprzeczyć, odkryła, że Gardner wspominając o„Starej Dorocie” mógł mieć na myśli prawdziwą osobę: Dorothy Clutterbuck.

### Autobiografia i ostatnie lata (1985-1999)

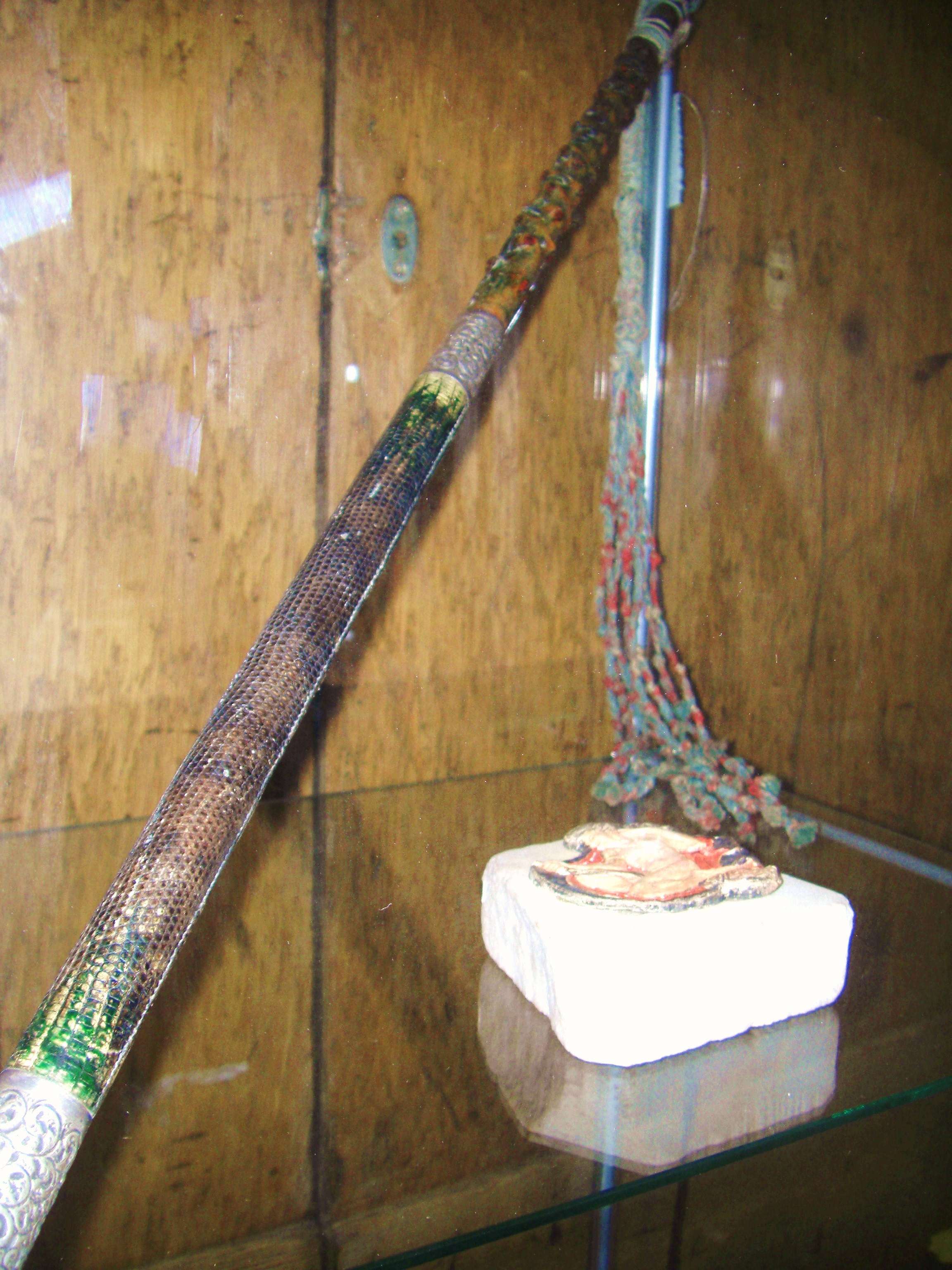
Bicz rytualny przekazany Johnowi Belham-Payne’owi po śmierci Doreen Valiente

W połowie lat 80 Valiente zaczęła pisać własną autobiografię, w którym skupiła się również na własnym wkładzie w historię i rozwój Wicca. Dzieło ostatecznie zostało opublikowana przez wydawnictwo Robert Hale w 1989 roku jako The Rebirth of Witchcraft. Chociaż Doreen wciąż wierzyła w teorię Murray o kulcie czarownic, ale podważyła przekonanie, że to Wicca jest jego następstwem i wskrzeszała go, podkreślając liczne oszustwa Gardnera, Cochrane'a czy Sandersa, lecz też podkreślała wartość Wicca jakie może przynieść współczesności. Napisała także przedmowę do książki Witchcraft: A Tradition Renewed opublikowanej w 1990 roku. Książka została napisana wprawdzie przez Evana Johna Jonesa, byłego członka klanu Tubal Caina, który również mieszkał w Brighton. Heselton wyraził pogląd, że Valiente prawdopodobnie zrobiła więcej i że sama napisała kilka rozdziałów. Gdy Valiente stawała się bardziej znana, zaczęła korespondować z wieloma osobami ze społeczności pogańskich oraz ezoterycznych. Poznała tak osobiście między innymi Starhawk - którą mocno podziwiała - podczas jej jednej wizyty w Wielkiej Brytanii. Kontaktowała się również z amerykańskim Wiccaninem Aidanem A. Kelly'ym podczas jego badań nad pierwotnymi tekstami liturgicznymi Wicca Gardneriańskiej. Nie zgodziła się jednak z opinią Kelly'ego, że nie istniał kowen w New Forest, a zatem Wicca jest jedynie w istocie wymysłem Gardnera, zamiast tego upierała się że Gardner natknął się na hipotezę kultu czarownic Murray i tak z czasem poznał członków New Forest, którzy go inicjowali.   
W 1995 zgodziła się patronować ufundowanemu przez inicjowanemu przez nią arcykapłanowi, Johnowi Belham-Payne’owi, Centre for Pagan Studies, gdzie wygłosiła kilka wykładów. W 1997 roku Cooke zmarł, co pogrążyło się w żałobie. Jej ostatnie przemówienie odbyło się w listopadzie 1997 roku; gdzie przeprowadziła wykład gdzie pochwalała pracę Dion Fortune i nalegała by społeczność wiccańska wreszcie zaczęła akceptować osoby queerowe. Stan Valiente zaczął się pogarszać, ponieważ najpierw zdiagnozowano u niej cukrzycę, a następnie nieuleczalnego raka trzustki. Im bardziej brakowało jej sił, John Belham-Payne i dwóch jej przyjaciół zgodzili się być jej głównymi opiekunami. W ciągu ostatnich kilku dni została przeniesiona do domu opieki w Sackville, gdzie poprosiła Belham-Payne o opublikowanie antologii jej wierszy po jej śmierci. Zmarła 1 września 1999 r., mając u boku Belhama-Payne’a. Po zakończeniu pogańskiego rytuału jej ciało poddano kremacji w krematorium w Woodvale w Brighton podczas cichego nabożeństwa z udziałem Johna Belhama-Payne'a, który prowadził pogrzeb. Zgodnie z jej życzeniem prochy Valiente zostały rozsypane w lasach Sussex. Jej magiczne przedmioty i rękopisy, w tym osobista Księga Cieni, zostały przekazane Johnowi Belhamowi-Payne’owi.  

## Dziedzictwo

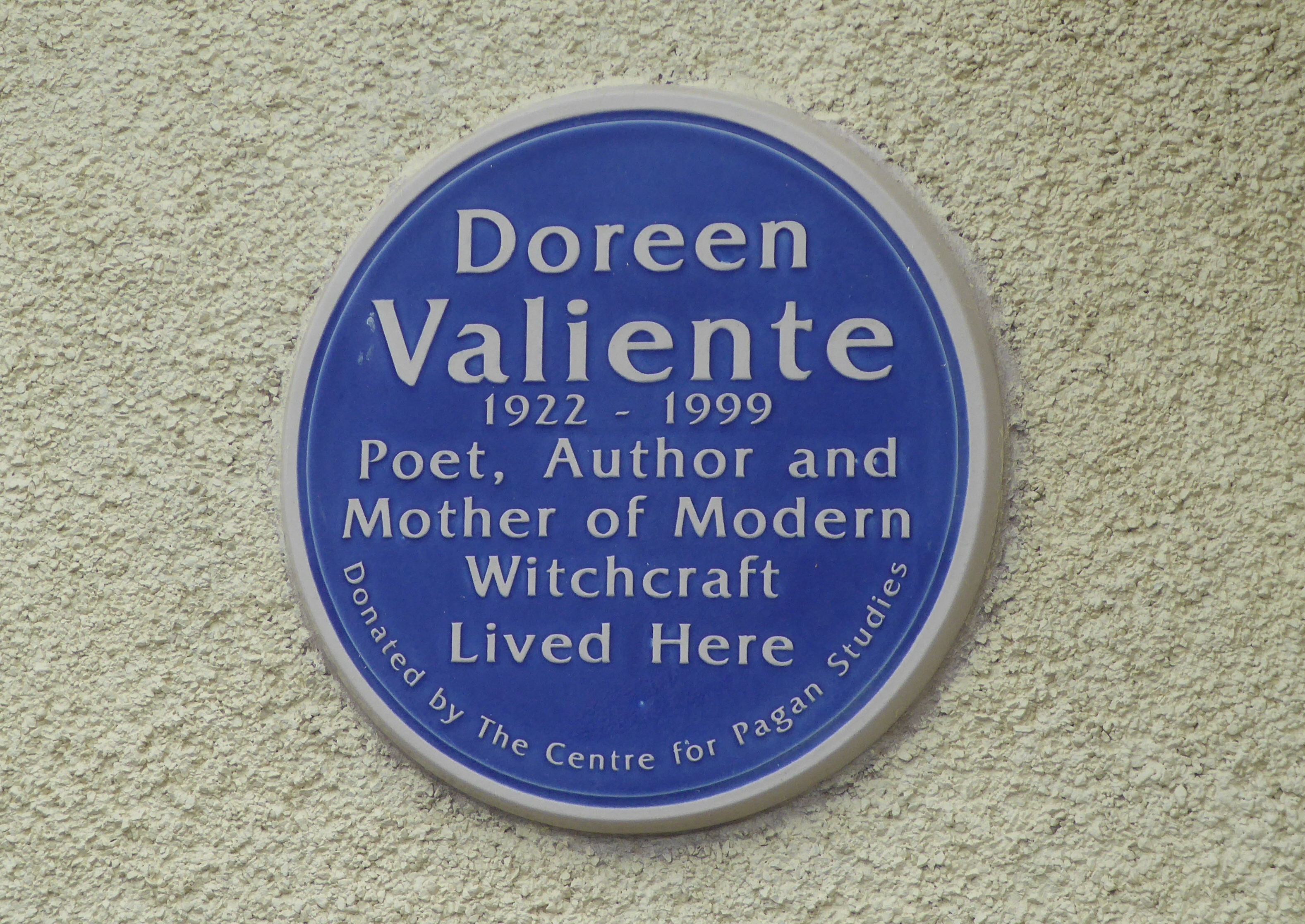
Tablica poświęcona Doreen Valiente umieszczona na jej dawnym domu

Wśród współczesnej społeczności Doreen przeszła do legendy, będąc między innymi nazywaną "Matką Współczesnego Czarostwa" i uważana za jedną z czołowych osób w historii Wicca. Była jedną z osób, która próbowała odseparować Wicca od satanizmu. W odróżnieniu od wielu osób, które miały udział w rozwoju współczesnego czarostwa nie szukała pogłosu czy nie dążyła do większej sławy. Oprócz tego była jedną z person, które też wpłynęła na wiele osób należących do społeczności neopogańskiej. Mimo że sama doznała wielu przykrości, problemów czy też rozczarowań, chociażby ze strony samozwańczych rodzimych czarowników, to była niezłomnie zdeterminowana, spostrzegawcza oraz umiała umiejętnie czerpać z wielu różnych źródeł. Wiele jej notatek, chociażby związanymi z liturgią rytualną, stała się potem włączonych w tradycję Wicca, stanowiąc wręcz jeden z ich fundamentów. 
Kelly skomentował, że Doreen zasługuje na szczególną uwagę, gdyż to ona, a nie ktoś inny, przekształcił Rzemiosło z "grupy ekscentrycznych Brytyjczyków w coś co można nazwać międzynarodowym ruchem religijnym". Doyle White stwierdził, że "Gardner nigdy by nie odniósł wielkiego sukcesu, gdyby nie niemała pomoc ze strony Valiente". Heselton wyraził pogląd, że " Valiente była najbardziej znana ze swoich książek, które wciąż są jednymi z najczęściej czytanymi jeśli chodzi o temat Wicca".

## Dzieła
- 1962: Where Witchcraft Lives
- 1973: An ABC of Witchcraft
- 1975: Natural Magic
- 1978: Przyszłość czarostwa[160] (Witchcraft for Tomorrow)
- 1989: The Rebirth of Witchcraft
- 2000: Charge of the Goddess (wydanie pośmiertne)[161]